# Kanton Eygurande
Kanton Eygurande (francouzsky Canton d'Eygurande) je francouzský kanton v departementu Corrèze v regionu Limousin. Tvoří ho 10 obcí.

## Obce kantonu
- Aix
- Couffy-sur-Sarsonne
- Courteix
- Eygurande
- Feyt
- Lamazière-Haute
- Laroche-près-Feyt
- Merlines
- Monestier-Merlines
- Saint-Pardoux-le-Neuf